# Nahuel Pan
Nahuel Pan, aussi épelé Nahuelpan ou Nahuelpán, est une localité (ou un paraje) argentin, situé dans le département de Futaleufú, dans la province de Chubut.

## Géographie
La localité est située à la position géographique, sur la route nationale 40, à proximité de l'aéroport international Brigadier General Antonio Parodi, qui dessert la ville d'Esquel. La localité possède l'école provinciale no 107, qui a été rénovée et agrandie entre 2010 et 2011,.
Le Cerro Nahuel Pan est un sommet proche de Nahuel Pan.

## Communauté Mapuche
Le village compte une importante communauté et un groupement Mapuche. En fait, la ville a été nommée en l'honneur du cacique Francisco Nahuelpan. On y trouve également le musée des cultures indigènes et des lieux où sont vendus des objets d'artisanat local,,.